# Tài phiệt Ukraina
Tài phiệt Ukraina (tiếng Ukraina: Українські олігархи) là một nhóm các đại gia đầu sỏ nổi lên trong bối cảnh kinh tế-chính trị Ukraina kể từ sau cuộc trưng cầu dân ý độc lập Ukraina năm 1991. Giai đoạn này chứng kiến sự chuyển đổi của Ukraina sang nền kinh tế thị trường với sự tư nhân hóa nhanh chóng khối tài sản quốc hữu. Sự phát triển này làm gương cho các nước hậu Xô viết láng giềng của Ukraina sau khi Liên Xô tan rã.